# Djebel Kissane
Le djebel Kissane (en arabe : جبل كيسان) est une montagne de l'Anti-Atlas, dans le Sud du Maroc, culminant à 1 485 m d'altitude.

## Géographie
Le djebel Kissane se trouve dans la région marocaine du Drâa-Tafilalet. Il se caractérise par son synclinal perché. Cette montagne emblématique domine le paysage de l'est d'Agdz et des villages de Taliouine, Ouliz, Aït Ali, Tinfoula, Aremd, Tisserghate, Aït el Kharj, Igamodene, Tamnougalt, Afra, Talamzit,Timiderte, Ighrghr et Talate.